# Implantaat
Een implantaat is een voorwerp dat in het lichaam geplaatst wordt. Er zijn veel soorten implantaten en veel redenen waarom deze geplaatst worden:
- Mechanisch implantaat:
  - Esthetiek: denk aan borstimplantaten (evt. na borstamputatie)
  - Bevordering van genezing: bij (meervoudig) gebroken gewrichten en botten kan het nodig zijn de botten te fixeren zodat het de kans krijgt (netjes) te genezen. Dit soort implantaten kunnen ook gedeeltelijk uitwendig zijn (zoals de constructies die gebruikt worden om benen op te rekken als mensen erg klein zijn)
  - Gebitscorrecties: als men een tand verliest en ook de wortel is niet meer geschikt, wordt een tandimplantaat in de kaak aangebracht om daar een kunsttand (kroon) aan te bevestigen.
  - Toediening van medicijnen: zoals een hormoonimplantaat ter behandeling van prostaatkanker of een hormoonimplantaat ter voorkoming van zwangerschap.
  - Overnemen van lichaamsfuncties: kunstlenzen bij staar of ter correctie van hypermetropie (verziendheid) of myopie (bijziendheid).
  - artificiële hartklep
  - heupimplantaat
  - knie-implantaat

- Elektrisch implantaat: 
  - cochleair implantaat om de functie van het oor over te nemen bij beschadiging van het middenoor
  - pacemaker om het hartritme te bewaken
  - biosensor
  - Implanteerbare cardioverter-defibrillator

Informatie wordt tussen implantaat met processor en een uitwendige uitlezer uitgewisseld via inductieve koppeling; In een elektrische lus wordt door een elektrische stroom een magnetische fluxverandering opgewekt die door een andere lus buiten het lichaam opgevangen wordt en daar opnieuw een elektrische stroom veroorzaakt. Zo worden (gecodeerde) signalen doorgestuurd.
- Optisch implantaat:
  - Ooglensimplantaat voor implantatie in het oog bij cataract (grijze staar). Er bestaan hiervan ook multifocale en accommodeerbare varianten.

## Risico’s
Implantaten zijn niet geheel zonder risico. Van 2013 tot 2018 ontving het Belgisch (Federaal Agentschap voor Geneesmiddelen en Gezondheidsproducten duizenden rapporten over incidenten met implantaten zoals heupprotheses, pacemakers en hartpompen. Mogelijk ging het om onvolkomen geteste implantaten, die niet bestand bleken tegen langdurig intensief gebruik bij mensen. Sommige patiënten liepen daarbij ernstige complicaties op, met in enkele gevallen zelfs een dodelijke afloop. In tegenstelling tot de Verenigde Staten zijn deze incidentrapporten in de meeste Europese landen echter niet publiek toegankelijk, of slechts gedeeltelijk of enkel op vrijwillige basis. In november 2018 publiceerde het International Consortium of Investigative Journalists in samenwerking met enkele Europese journalisten onder wie Belgische collega’s van Knack, De Tijd en Le Soir een diepgaand onderzoek naar deze incidenten.